# Anne Stampe Olesen
Anne Stampe Olesen (født 7. maj 1984 i Haderslev) er en dansk  medstifter og ejer af Nordic Female Founders. I 2023 blev hun investor fra ottende sæson af tv-programmet Løvens Hule.

## Kontrovers
I januar 2024 rejste en artikel på Frihedsbrevet anklager mod Stampe og Mia Wagner, som i 2023 fik bevilget 10,2 millioner kroner i offentlig støtte til deres firma, Nordic Female Founders. I foråret 2025 blev hun omtalt i en række medier i forbindelse med en injuriesag.